# セグンド・カスティージョ
セグンド・アレハンドロ・カスティージョ・ナサレーノ(Segundo Alejandro Castillo Nazareno, 1982年5月15日 - ）は、エクアドル・エスメラルダス州サン・ロレンソ出身の元サッカー選手。現役時代のポジションはMF。
ユニフォームのショーツを上げ、ストッキングはショートタイプを愛用。そのため、ピッチで非常に目立つ選手。

## 経歴

### クラブ
2000年、エクアドル1部プロサッカーリーグセリエAに所属するCDエスポリに加入し、フットボールキャリアをスタート。3年間在籍し、66試合に出場し11ゴールをマークした。2003年には、同国リーグの強豪クラブナシオナル・キトへ移籍。2005年と2006年の連覇に大きく貢献した。その活躍が認められ、2006年8月にセルビアの強豪クラブレッドスター・ベオグラードから2年契約のオファーが届き、移籍を決断する。
海外リーグ初挑戦となる1年目からチームに馴染み、2007年には8ゴールを挙げここでもリーグ制覇に貢献。レッドスターでは主に守備的MFとして出場していたが、48試合中15得点をマークし得点能力の高さを見せ付けた。
そして2008年8月、長年エヴァートンFCの中盤を支えてきたリー・カーズリーの後釜として同クラブに加入した。契約は2008-09シーズン終了までのローン移籍。エヴァートンでの初出場は2008年9月14日のストーク・シティFC戦。同期入団のマルアン・フェライニと共にデビューした。初ゴールは、デビュー2戦目のスタンダール・リエージュ戦（2008年9月18日、UEFAカップ）。前半37分に約23メートルから強烈なミドルシュートを放ち、ゴールネットを揺らした。
2009年8月、ウルヴァーハンプトン・ワンダラーズFCに加入した。契約は2009-10シーズン終了までのローン移籍。
2015年12月28日にバルセロナSCと2年契約を結ぶことが発表され、2度目の母国復帰となった。

### 代表
2005年にエクアドル代表に初招集され、ベネズエラ戦でデビューした。初ゴールは国際親善試合の対コロンビア戦（2006年5月24日）。2006 FIFAワールドカップにも招集され、代表チームの中心選手として活躍した。
2014 FIFAワールドカップでもメンバーに選ばれたが、直前のメキシコとの親善試合でルイス・モンテスと交錯し、右ひざの前十字靭帯を損傷したため離脱となった。

## 代表歴

### 出場大会
- エクアドル代表
  - 2006 FIFAワールドカップ

### 試合数
- 国際Aマッチ 87試合 9得点（2003年-2015年）[3]

| エクアドル代表 | 国際Aマッチ | 国際Aマッチ |
| 年             | 出場        | 得点        |
| -------------- | ----------- | ----------- |
| 2003           | 1           | 0           |
| 2004           | 0           | 0           |
| 2005           | 5           | 0           |
| 2006           | 8           | 1           |
| 2007           | 14          | 0           |
| 2008           | 8           | 1           |
| 2009           | 9           | 0           |
| 2010           | 1           | 0           |
| 2011           | 13          | 3           |
| 2012           | 7           | 2           |
| 2013           | 11          | 1           |
| 2014           | 7           | 1           |
| 2015           | 3           | 0           |
| 通算           | 87          | 9           |

## 獲得タイトル
エル・ナシオナル
- セリエA : 2005

レッドスター
- スーペルリーガ : 2006-07
- セルビア・カップ : 2006-07

ドラドス・デ・シナロア
- リーガ・デ・アセンソ : 2015C

バルセロナSC
- セリエA : 2016